# Ragnarok Online
A Ragnarok Online röviden RO (koreai: 라그나로크 온라인), 
egy sokszereplős online szerepjáték (MMORPG), amit a koreai GRAVITY Co., Ltd. fejlesztett ki és a Lee Myung-Jin által írt Ragnarok című koreai képregénysorozaton alapul. Először Dél-Koreában jelent meg 2002. augusztus 31-én, Microsoft Windows rendszerre, de azóta a világ számos más helyén is kiadták. A játék története az ógermán mitológián alapszik, de a stílusára hatással volt a kereszténység és számos ázsiai kultúra is. A folyamatos fejlesztések során számos új kultúra jellemeivel bővült a világa. A játék alapján készült a Ragnarok the Animation című animációs sorozat és a játék folytatása, Ragnarok Online 2: The Gate of the World címmel jelenleg fejlesztés alatt áll.

## Kasztok/Karakterek
A Ragnarok Online különös, egyedi kasztrendszerrel rendelkezik. Mikor karaktert kreálunk, még nincs kasztja, illetve novice, azaz tanuló ranggal rendelkezik. Csupán később, egy bizonyos szinten választhat magának foglalkozást. Ezek az első kasztok még továbbfejlődhetnek két-két különböző stílus karakterré. (Ez alól néhány különleges, később tervezett foglalkozás kivételt képez.) Ha elérjük a 99-es szintet, akkor újjáéledhetünk. (Az imént említett kivételekkel) Az újjáéledés során megint első szintűek leszünk, és Novice-ok. Ha ezt az utat végigjárjuk még egyszer, akkor a második kaszt helyett egy erősebb változatát kapjuk meg. Pl: Novice után Magician (mágus) jön, aztán választhatunk két karakterosztály közül: Sage (bölcs) és Wizard (Varázsló). Újjáéledés után Wizard helyett High Wizard, Sage helyett Professor lesz a karakterünkből. Ez az úgynevezett Advanced kasztok több, erősebb képességekkel rendelkeznek, mint elődeik, és máshogy is néznek ki, viszont megnehezíti a dolgunkat a fejlődésben az Advanced rang, ugyanis itt már háromszor annyi Experience Point (XP), azaz tapasztalat pont kell a szintlépéshez. A tapasztalati pontokat főként szörnyek megölése után kapjuk, de akad néhány tucat küldetés is, amik elég jól megjutalmazzák a játékosok szorgalmas munkáját.

## Kasztok
A következő első kasztokkal találkozhatunk a játékban:
- Novice: minden új játékos ezzel kezd, kivétel nélkül.
- Mage: mágus, fő támadásai az őselemeken alapulnak. Második kasztbéli alakja vagy a varázsló (wizard), vagy a bölcs (sage).
- Merchant: a játék kereskedői. Továbbfejlődhetnek alkimistává (alchemist) vagy kováccsá (blacksmith).
- Swordsman: kardforgatók. Közelharcos karakterek, sokféle fegyvernem forgatásához értenek. Később keresztes lovag (crusader) vagy lovag (knight) lesz belőlük.
- Thief: tolvaj. Természetesen nem játékostársait, hanem a szörnyeket lopkodhatják meg. Későbbi alakjaik a bérgyilkosok (assassin) illetve a zsiványok (rogue).
- Archer: az íjász kaszt. Vadász (hunter) lehet belőle, illetve nemtől függően a férfi karakter bárd (bard), a női pedig táncosnő (dancer).
- Acolyte: ministráns, azaz oltári szolga. Amikor ezt a kasztot választjuk máris találkozhatunk egy érdekes ellentmondással. Prontera, Rune-Midgard fővárosának főterén Odin istenség lovasszobra áll, tanúbizonyságot téve az ország többistenhitéről. Mégis az egyetlen templom, ahol acolyte lehet a novice-okból, a kereszténységéhez hasonló egyistenhitről beszél ("csak" éppen Jézus nélkül). Az acolyte-ok gyógyítanak és istenük jótékony erejével megáldják társaikat. Hitükben megerősödve pappá (priest), avagy szerzetessé (monk) válhatnak.